# آنا گریتسویچ
آنا گریتسویچ (لهستانی: Anna Grycewicz؛ زادهٔ ۲۹ مارس ۱۹۷۹) بازیگر اهل لهستان است.
از فیلم‌ها یا مجموعه‌های تلویزیونی که وی در آن‌ها نقش داشته‌است، می‌توان به مرد ایده‌آل برای دوست‌دخترم، تاج پادشاهان، کلبه جنگلی، صد سال خاندان وینیخ، رنگ‌های خوشبختی، قانون حقیقی، جرم، هتل ۵۲، پدر متیو، دوران افتخار، ماگدا ام.، در خوشی و سختی، ع چون عشق، در خیابان سپولنی و کشیشان اشاره نمود.